# Alle Farben
Alle Farben, właśc. Frans Zimmer (ur. 5 czerwca 1985 w Berlinie) – niemiecki DJ i producent muzyczny, tworzący muzykę głównie w gatunku deep house.

## Życiorys
Zimmer został wychowany w berlińskiej dzielnicy Kreuzberg, gdzie obecnie mieszka i pracuje. W 2010 roku zaczął pracować jako DJ w berlińskich klubach nocnych i barach. Zafascynowany twórczością Friedensreicha Hundertwassera początkowo przyjął pseudonim Hundert Farben (czyli Sto Kolorów), który później zmienił na Alle Farben (czyli Wszystkie Kolory).

## Dyskografia

### Albumy
- 2014: Synesthesia – I Think in Colours
- 2016: Music Is My Best Friend
- 2019: Sticker on My Suitcase

### Single
- 2014: „She Moves (Far Away)” (gośc. Graham Candy)
- 2016: „Please Tell Rosie” (gośc. YouNotUs) – złota płyta w Polsce[3]
- 2016: „Bad Ideas” – złota płyta w Polsce[4]
- 2017: „Little Hollywood” (oraz Janieck) – złota płyta w Polsce[3]
- 2018: „H.O.L.Y.” (oraz RHODES)
- 2018: „Only Thing We Know” (oraz Kelvin Jones i YOUNOTUS)
- 2018: „Fading” (oraz Ilira) – 2x platynowa płyta w Polsce[5]
- 2019: „Walk Away” (gośc. James Blunt)
- 2019: „As Far as Feelings Go” (oraz Justin Jesso)

### Z gościnnym udziałem
- 2015: „Supergirl” (Anna Naklab feat. Alle Farben & YOUNOTUS)
- 2018: „Build a House” (Stefanie Heinzmann feat. Alle Farben)

### Remiksy
- 2011: Rene Bourgeois – Tico (Alle Farben Remix) (Supdub Records)
- 2011: Lizzara & Tatsch – Trompa (Alle Farben Remix) (Ostfunk Records)
- 2012: T.Y.P. – D.I.S.C.O. (Alle Farben Remix) (Polydor / Universal France)
- 2012: Drauf & Dran – Elise (Alle Farben Remix) (Stylerockets)
- 2012: Flapjack – Mister Sandman (Alle Farben Remix) (Stylerockets)
- 2012: Shemian – Classical Symphony (Alle Farben Remix) (Wired UK)
- 2012: K-Paul – Out Of Control (Alle Farben Remix) (Music is Music)
- 2012: Ron Flatter – Herr Lonnert (Alle Farben Remix) (Pour La Vie)
- 2012: Dimitri Andreas – Eida (Alle Farben Remix) (Gold Records)
- 2012: Daughter – Youth (Alle Farben Remix)
- 2013: Ben Ivory – Better Love (Alle Farben Remix) (bitclap!/Warner Music Germany)
- 2013: Blitzkids mvt. – Heart On The Line (Alle Farben Dub Remix) (bitclap!/Warner Music Germany)
- 2013: Tagträumer – The Only Thing In This World (Alle Farben Remix) (Neopren)
- 2013: Alice Francis – Gangsterlove (Alle Farben Remix) (ChinChin Records)
- 2013: Boss Axis – Challenger (Alle Farben Remix) (Parquet Recordings)
- 2013: Parov Stelar – The Snake (Alle Farben Remix) (Island Records / Universal Music Germany)
- 2013: Romeofoxtrott – Memories (Alle Farben Remix) (Hunting For Emotion)
- 2013: Elias – Kaputt (Alle Farben Remix) (Island Records / Universal Music Germany)
- 2014: Bebetta – Herr Kapellmeister (Alle Farben Remix) (Damm Records)
- 2014: Irie Révoltés – Residanse (Alle Farben Remix) (ferryhouse productions)
- 2014: Berlin Comedian Harmonists – Hallo, was machst du heut’, Daisy? (Alle Farben Remix) (Deutsche Grammophon)
- 2014: Goldfish – Moonwalk Away (Alle Farben Remix)
- 2014: Hundreds presented by Alle Farben – She Moves & Our Past (Alle Farben Remix) (Synesthesia)
- 2014: Elvis Presley vs. Alle Farben – Shake That Tambourine (Alle Farben Remix) (Sony Music Media)
- 2014: Mø – Walk This Way (Alle Farben Remix) (Chess Club/RCA Victor)
- 2014: The Avener & Phoebe Killdeer – Fade Out Lines (Alle Farben Remix) (Capitol)
- 2015: Heymen – If I Play Your Game (Alle Farben & YOUNOTUS Remix) (Kontor Records)
- 2015: Northern Lite with Aka Aka & Thalstroem – Take My Time (Alle Farben Remix) (Kontor Records)
- 2015: Mantra feat. Lydia Rhodes – Away (Alle Farben Remix) (Ultra Records, LLC)
- 2015: Buray – Istersen (Alle Farben Remix) (b1)
- 2015: Jonah – All We Are (Alle Farben Remix) (Columbia)
- 2016: Teenage Mutants & Laura Welsh – Falling for You (Alle Farben Remix) (Sony Music Entertainment)
- 2016: Hooverphonic – Badaboom (Alle Farben Remix) (epic)